# Tinerii Justițiari
Tinerii justițiari (în engleză Young justice) este un desen animat american creat de Greg Weisman și Brandon Vietti pentru Cartoon Network. În ciuda titlului său, nu este o adaptare a seriei de benzi desenate Young Justice, creată de Peter David, Todd Dezago și Todd Nauck, fiind o adaptare a întregului Univers DC, care se concentrează pe supereroii tineri. Seria urmărește viețile unor supereroi adolescenți care fac parte din grupul fictiv pentru operațiuni sub acoperire numit Echipa. Echipa este o versiune tânără a celebrei echipe de supereroi Liga Dreptății. Acțiunea are loc în universul fictiv Pământ-16, într-un moment în care supereroii sunt, relativ, un nou fenomen.
Al treilea sezon, intitulat mai târziu Young Justice: Outsiders, a fost anunțat în noiembrie 2016 după ce eforturile fanilor de a salva serialul urmărindu-l pe Netflix a convins pe Warner Bros. Animation să reînnoiască serialul. 26 de episoade noi sunt produse pentru serviciul de streaming al DC Entertainment numit DC Universe în 2018. Al patrulea sezon, Young Justice: Phantoms, a debutat pe 16 octombrie 2021 pe HBO Max.
Premiera în România a fost pe postul de televiziune Cartoon Network pe 11 iunie 2012.
După 3 ani de așteptare, sezonul 3 din Tinerii justițiari a avut premiera în România pe data de 20 februarie 2023 pe canalul HBO înainte de a fi lansat pe serviciul de streaming Netflix pe 1 mai 2024.

## Subiect
Tinerii Justițiari urmărește viețile unui grup de supereroi adolescenți care încearcă să își dovedească aptitudinile și calitățile de eroi, în timp ce își trăiesc și viețile normale de adolescenți.

## Personaje
Cele șase personaje principale inițiale au fost alese de către producǎtori, dintr-o lista de 50-60 supereroi adolescenți DC Comics. Criteriile au fost: vârsta, puteri, personalitate, impact cultural și dinamica. Adițional, Zatanna a fost adăugată în timpul primului sezon, iar în finalul sezonului și Rocket s-a alăturat echipei.
- Aqualad / Kaldur 'Ahm - Kaldur 'Ahm (sau "Kaldur" pe scurt) este liderul de șaisprezece ani al echipei. Puterile sale, canalizate prin tatuajele de pe brațele sale, sunt un amestec de vrăjitorie Atlantiană și știință. El a arătat forța superioară, durabilitate, precum și abilitatea de a respira și vorbi sub apa, tipic Atlantianilor. El este ales ca și lider inițial al echipei, dar declarǎ cǎ nu dorește sǎ ramânǎ lider, și vrea sǎ îi dea lui Robin aceasta poziție, spunând cǎ este destinul lui sǎ conducǎ aceasta echipǎ.
- Robin / Dick Grayson – Robin este, deși are doar treisprezece ani, cel mai experimentat supererou din echipǎ. El nu posedǎ nicio superputere. În ciuda acestui fapt, este un foarte bun luptǎtor, tactician și geniu al tehnologiei. Batman i-a interzis lui Robin sǎ-și dezvǎluie adevǎrata identitate. Robin preia rolul de lider al echipei atunci când Aqualad nu poate participa la misiuni.
- Kid Flash / Wally West - Kid Flash este alergǎtorul de șaisprezece ani al echipei. Are vitezǎ supraomeneasca, dar nu a reușit sǎ-și formeze toate abilitățile, de multe ori cǎzând în timpul alergǎrii. Kid Flash nu poate trece prin obiecte solide precum Flash. Flirteaza foarte mult, începand cu M'gann, și continuând cu orice femeie care intra în contact cu el. Kid Flash și Robin se cunosc și în afara echipei, chiar și identitǎțile secrete ale fiecǎruia dintre ei. Lui Wally îi place sǎ colecționeze obiecte din misiuni, pe care el le numește 'suveniruri', precum ochiul robotic al lui T.O. Morrow, sau masca lui Cheshire.
- Superboy / Conner Kent – Superboy este clona de șaisprezece sǎptǎmani a lui Superman (mai târziu dezvǎluit că este un hibrid intre Superman si Lex Luthor), creat de Proiectul Cadmus. Desi nu are toate abilitatile lui Superman, are forta superioara, invulnerabilitate, auz foarte fin, si abilitatea de a vedea in infrarosu. Superboy este deseori nervos, impulsiv si uraste cand i se spune ce sa faca. Relatia sa inexistenta cu Superman doar inrautateste problemele sale de comportament. El devine implicat intr-o relatie cu M'gann in timpul unei misiuni sub acoperire in Belle Reve.
- Miss Martian / M'gann M'orzz – Miss Martian este nepoata adolescenta a lui Martian Manhunter, si un supererou fara experienta. Fiind Martiana, are abilitatea de a muta obiecte cu puterea mintii, telepatie si poate zbura. Ea este draguta si optimista, dar este si naiva, deoarece a invatat despre viata pe Pamant dintr-un serial televizat. Din aceasta cauza ea foloseste des replica "Hello, Megan!" atunci cand realizeaza ceva brusc. Ea devine implicata intr-o relatie cu Superboy in timpul unei misiuni in Belle Reve.
- Artemis / Artemis Crock – Artemis este arcasul de cincisprezece ani al echipei. Ca si Robin, nu are superputeri, dar este foarte talentata la utilizarea arcului cu sageti. A fost prezentata ca fiind nepoata lui Green Arrow, dar este dezvaluit ca acest lucru nu este adevarat. Artemis este fiica raufacatorului Sportsmaster si a fostei raufacatoare (acum retrasa si intr-un scaun cu rotile) Huntress, si sora mai mica a asasinei Cheshire. In finalul sezonului, ea dezvaluie membrii familiei ei, si ramane parte din echipa.
- Zatana / Zatanna Zatara – Fiica membrului Ligii Dreptatii Zatara, a aparut pentru prima oara in episodul 15 al primului sezon, si de atunci a avut aparitii sporadice, mai ales atunci cand puterile ei magice pot fi de ajutor. Se muta permanent in Mount Justice dupa ce tatal ei devine noul Doctor Fate, si devine un membru oficial al echipei.
- Speedy / Red Arrow / Roy Harper – Red Arrow este arcasul echipei. Ca si Robin si Atemis, nu are superputeri, dar este talentat la trasul cu arcul. El refuza sa fie parte din echipa initiala, dorind sa devina membru al Ligii Dreptatii. In episodul "Insecurity" devine si membru al echipei. Insa, in "Auld Acquainstance" este dezvaluit faptul ca este o clona, ca si Superboy.
- Rocket / Raquel Ervin – Curjoasa si directa, desi fara experienta, Rocket este ucenica supereroului Icon. Ea foloseste o unealta extraterestra numita "inertia belt", care o ajuta sa stocheze si sa manipuleze energie cinetica. Ea se alatura echipei in episodul "Usual Suspects".

## Liga Dreptății
- Aquaman – Membru fondator al Ligii Dreptății și rege al Atlantisului. Aqualad i-a fost partener de cand el si Garth l-au ajutat sa il infranga pe Ocean Master.
- Atom - A devenit membru al Ligii in data de 30 decembrie 2010
- Batman – Batman este membru fondator al Ligii si liderul ales al acesteia. El este cel care da echipei misiunile.
- Canarul Negru – Membra a Ligii. Este antrenoarea, dar si confidenta echipei.
- Captain Atom - Membru al Ligii
- Căpitanul Marvel - Membru al Ligii. In episodul "Misplaced" Liga si echipa afla varsta reala a Capitanului Marvel, zece ani.
- Flash / Barry Allen - Membru fondator al Ligii. Este unchiul lui Wally, si Kid Flash i-a fost partener.
- Săgeata Verde - Membru al Ligii. Il are ca partener intai pe Speedy, iar mai apoi pe Artemis.
- Lanterna Verde / Hal Jordan - Membru fondator al Ligii.
- Lanterna Verde / John Stewart - Membru al Ligii.
- Hawkman - Membru al Ligii si sotul lui Hawkwoman.
- Hawkwoman - Membra a Ligii si sotia lui Hawkman.
- Icon - Un supererou extraterestru care devine membru al Ligii in data de 30 decembrie 2010.
- Martian Manhunter – Membru fondator al Ligii si unchiul lui Miss Martian.
- Plastic Man - A devenit membru al Ligii in data de 30 decembrie 2010.
- Red Tornado – Membru al Ligii. Este mama lider a echipei.
- Superman – Membru fondator al Ligii. ADN-ul lui a fost folosit pentru crearea lui Superboy.
- Femeia Fantastică – Membra fondatoare a Ligii si printesa Amazoniana.
- Zatara – Membru al Ligii si tatal Zatannei. Devine Doctor Fate.

## Episoade
| Premiera originală   | Premiera în România | Nr | Titlu român                 | Titlu englez                             |
| -------------------- | ------------------- | -- | --------------------------- | ---------------------------------------- |
|                      |                     |    |                             |                                          |
| PRIMUL SEZON         |                     |    |                             |                                          |
|                      |                     |    |                             |                                          |
| 26.11.2010           | 11.06.2012          | 01 | Ziua independenței          | Independence Day                         |
|                      |                     |    |                             |                                          |
| 26.11.2010           | 11.06.2012          | 02 | Artificii                   | Fireworks                                |
|                      |                     |    |                             |                                          |
| 21.01.2011           | 12.06.2012          | 03 | Bun venit în Portul Fericit | Welcome to Happy Harbor                  |
|                      |                     |    |                             |                                          |
| 28.01.2011           | 13.06.2012          | 04 | Zona de debarcare           | Drop-Zone                                |
|                      |                     |    |                             |                                          |
| 04.02.2011           | 14.06.2012          | 05 | La școală                   | Schooled                                 |
|                      |                     |    |                             |                                          |
| 11.02.2011           | 15.06.2012          | 06 | Infiltrarea                 | Infiltrator                              |
|                      |                     |    |                             |                                          |
| 18.01.2011           | 18.06.2012          | 07 | Negarea                     | Denial                                   |
|                      |                     |    |                             |                                          |
| 04.03.2011           | 19.06.2012          | 08 | Pauza                       | Downtime                                 |
|                      |                     |    |                             |                                          |
| 11.03.2011           | 20.06.2012          | 09 | Amnezia                     | Bereft                                   |
|                      |                     |    |                             |                                          |
| 16.09.2011           | 21.06.2012          | 10 | Ținte                       | Targets                                  |
|                      |                     |    |                             |                                          |
| 23.09.2011           | 22.06.2012          | 11 | Teroare                     | Terrors                                  |
|                      |                     |    |                             |                                          |
| 30.09.2011           | 25.06.2012          | 12 | Câmpul de luptă de acasă    | Homefront                                |
|                      |                     |    |                             |                                          |
| 07.10.2011           | 26.06.2012          | 13 | Lupta pentru supremație     | Alpha Male                               |
|                      |                     |    |                             |                                          |
| 14.10.2011           | 25.11.2012          | 14 | Revelație                   | Revelation                               |
|                      |                     |    |                             |                                          |
| 21.10.2011           | 01.12.2012          | 15 | Suflet omenesc              | Humanity                                 |
|                      |                     |    |                             |                                          |
| 04.11.2011           | 02.12.2012          | 16 | Eșec în siguranță           | Failsafe                                 |
|                      |                     |    |                             |                                          |
| 11.11.2011           | 08.12.2012          | 17 | Traume                      | Disordered                               |
|                      |                     |    |                             |                                          |
| 18.11.2011           | 09.12.2012          | 18 | Secrete                     | Secrets                                  |
|                      |                     |    |                             |                                          |
| 03.03.2012           | 15.12.2012          | 19 | Încurcătură                 | Misplaced                                |
|                      |                     |    |                             |                                          |
| 10.03.2012           | 16.12.2012          | 20 | O inimă rece                | Coldhearted                              |
|                      |                     |    |                             |                                          |
| 17.03.2012           | 22.12.2012          | 21 | Imagini                     | Image                                    |
|                      |                     |    |                             |                                          |
| 24.03.2012           | 23.12.2012          | 22 | Descoperiri                 | Agendas                                  |
|                      |                     |    |                             |                                          |
| 31.03.2012           | 29.12.2012          | 23 | Nesiguranță                 | Insecurity                               |
|                      |                     |    |                             |                                          |
| 07.04.2012           | 30.12.2012          | 24 | Spectacol                   | Performance                              |
|                      |                     |    |                             |                                          |
| 14.04.2012           | 05.01.2013          | 25 | Suspecți de serviciu        | Usual Suspects                           |
|                      |                     |    |                             |                                          |
| 21.04.2012           | 06.01.2013          | 26 | Cunoștințe vechi            | Auld Acquaintance                        |
|                      |                     |    |                             |                                          |
| SEZONUL 2 – INVAZIA  |                     |    |                             |                                          |
|                      |                     |    |                             |                                          |
| 28.04 2012           | 25.01.2014          | 27 | Un an nou fericit           | Happy New Year                           |
|                      |                     |    |                             |                                          |
| 05.05.2012           | 26.01.2014          | 28 | Pământeni                   | Earthlings                               |
|                      |                     |    |                             |                                          |
| 12.05.2012           | 01.02.2014          | 29 | Înstrăinat                  | Alienated                                |
|                      |                     |    |                             |                                          |
| 19.05.2012           | 02.02.2014          | 30 | Salvare                     | Salvage                                  |
|                      |                     |    |                             |                                          |
| 26.05.2012           | 08.02.2014          | 31 | Dedesupt                    | Beneath                                  |
|                      |                     |    |                             |                                          |
| 02.06.2012           | 09.02.2014          | 32 | Legături de sânge           | Bloodlines                               |
|                      |                     |    |                             |                                          |
| 09.06.2012           | 15.02.2014          | 33 | Minore aparențe             | Depths                                   |
|                      |                     |    |                             |                                          |
| 29.09.2012           | 16.02.2014          | 34 | Satisfacție                 | Satisfaction                             |
|                      |                     |    |                             |                                          |
| 06.10.2012           | 22.02.2014          | 35 | În întuneric                | Darkest                                  |
|                      |                     |    |                             |                                          |
| 05.01.2013           | 23.02.2014          | 36 | În așteptarea luminii       | Before the Dawn                          |
|                      |                     |    |                             |                                          |
| 12.01.2013           | 01.03.2014          | 37 | Înconjurat                  | Cornered                                 |
|                      |                     |    |                             |                                          |
| 19.01.2013           | 02.03.2014          | 38 | Culori reale                | True Colors                              |
|                      |                     |    |                             |                                          |
| 26.01.2013           | 08.03.2014          | 39 | Remediu                     | Fix                                      |
|                      |                     |    |                             |                                          |
| 02.02.2013           | 09.03.2014          | 40 | Fugari                      | Runaways                                 |
|                      |                     |    |                             |                                          |
| 09.02.2013           | 15.03.2014          | 41 | Război                      | War                                      |
|                      |                     |    |                             |                                          |
| 16.02.2013           | 16.03.2014          | 42 | Complicații                 | Complications                            |
|                      |                     |    |                             |                                          |
| 23.02.2013           | 22.03.2014          | 43 | Vănătoarea                  | The Hunt                                 |
|                      |                     |    |                             |                                          |
| 02.03.2013           | 23.03.2014          | 44 | Intervenție                 | Intervention                             |
|                      |                     |    |                             |                                          |
| 09.03.2013           | 29.03.2014          | 45 | Întâlnirea                  | Summit                                   |
|                      |                     |    |                             |                                          |
| 16.03.2013           | 30.03.2014          | 46 | Ultima rundă                | Endgame                                  |
|                      |                     |    |                             |                                          |
| SEZONUL 3 – STRĀINII |                     |    |                             |                                          |
|                      |                     |    |                             |                                          |
| 04.01.2019           | 01.05.2024          | 47 | Episodul 1                  | Toții Prinții                            |
|                      |                     |    |                             |                                          |
| 04.01.2019           | 01.05.2024          | 48 | Episodul 2                  | Royal We                                 |
|                      |                     |    |                             |                                          |
| 04.01.2019           | 01.05 2024          | 49 | Episodul 3                  | Eminent Threat                           |
|                      |                     |    |                             |                                          |
| 11.01.2019           | 01.05.2024          | 50 | Episodul 4                  | Private Security                         |
|                      |                     |    |                             |                                          |
| 11.01.2019           | 01.05.2024          | 51 | Episodul 5                  | Away Mission                             |
|                      |                     |    |                             |                                          |
| 11.01.2019           | 01.05.2024          | 52 | Episodul 6                  | Rescue Op                                |
|                      |                     |    |                             |                                          |
| 18.01.2019           | 01.05.2024          | 53 | Episodul 7                  | Evolution                                |
|                      |                     |    |                             |                                          |
| 18.01.2019           | 01.05.2024          | 54 | Episodul 8                  | Tryptich                                 |
|                      |                     |    |                             |                                          |
| 18.01.2019           | 01.05.2024          | 55 | Episodul 9                  | Home Fires                               |
|                      |                     |    |                             |                                          |
| 25.01.2019           | 01.05.2024          | 56 | Episodul 10                 | Exceptional Human Beings                 |
|                      |                     |    |                             |                                          |
| 25.01.2019           | 01.05.2024          | 57 | Episodul 11                 | Another Freak                            |
|                      |                     |    |                             |                                          |
| 25.01.2019           | 01 05.2024          | 58 | Episodul 12                 | Nightmare Monkeys                        |
|                      |                     |    |                             |                                          |
| 25.01.2019           | 01.05.2024          | 59 | Episodul 13                 | True Heroes                              |
|                      |                     |    |                             |                                          |
| 02.07.2019           | 01.05.2024          | 60 | Episodul 14                 | Influence                                |
|                      |                     |    |                             |                                          |
| 02.07.2019           | 01.05.2024          | 61 | Episodul 15                 | Leverage                                 |
|                      |                     |    |                             |                                          |
| 02.07.2019           | 01.05.2024          | 62 | Episodul 16                 | Illusion of Control                      |
|                      |                     |    |                             |                                          |
| 09.07.2019           | 01.05.2024          | 63 | Episodul 17                 | First Impression                         |
|                      |                     |    |                             |                                          |
| 16.07.2019           | 01.05.2024          | 64 | Episodul 18                 | Early Warning                            |
|                      |                     |    |                             |                                          |
| 23.07.2019           | 01.05.2024          | 65 | Episodul 19                 | Elder Wisdom                             |
|                      |                     |    |                             |                                          |
| 30.07.2019           | 01.05.2024          | 66 | Episodul 20                 | Quiet Conversations                      |
|                      |                     |    |                             |                                          |
| 07.08.2019           | 01.05.2024          | 67 | Episodul 21                 | Unknown Factors                          |
|                      |                     |    |                             |                                          |
| 14.08.2019           | 01.05.2024          | 68 | Episodul 22                 | Antisocial Pathologies                   |
|                      |                     |    |                             |                                          |
| 21.08.2019           | 01.05.2024          | 69 | Episodul 23                 | Terminus                                 |
|                      |                     |    |                             |                                          |
| 28.08.2019           | 01.05.2024          | 70 | Episodul 24                 | Into the Breach                          |
|                      |                     |    |                             |                                          |
| 28.08.2019           | 01.05.2024          | 71 | Episodul 25                 | Overwhelmed                              |
|                      |                     |    |                             |                                          |
| 28.08.2019           | 01.05.2024          | 72 | Episodul 26                 | Nevermore                                |
|                      |                     |    |                             |                                          |
| SEZONUL 4 – PHANTOMS |                     |    |                             |                                          |
|                      |                     |    |                             |                                          |
| 16.10.2022           |                     | 73 | '                           | Inhospitable- inospitabili               |
|                      |                     |    |                             |                                          |
| 16.10.2022           |                     | 74 | '                           | Needful                                  |
|                      |                     |    |                             |                                          |
| 21.10.2022           |                     | 75 | '                           | Volatile                                 |
|                      |                     |    |                             |                                          |
| 28.10.2022           |                     | 76 | '                           | Involuntary                              |
|                      |                     |    |                             |                                          |
| 04.11.2022           |                     | 77 | '                           | Tale of Two Sisters                      |
|                      |                     |    |                             |                                          |
| 11.11.2022           |                     | 78 | '                           | Artemis Through the Looking Glass        |
|                      |                     |    |                             |                                          |
| 18.11.2022           |                     | 79 | '                           | The Lady, or the Tigress?                |
|                      |                     |    |                             |                                          |
| 25.11.2022           |                     | 80 | '                           | I Know Why the Caged Cat Stinks          |
|                      |                     |    |                             |                                          |
| 02.12.2022           |                     | 81 | '                           | Odnu!                                    |
|                      |                     |    |                             |                                          |
| 09.12.2021           |                     | 82 | '                           | Nomed Esir!                              |
|                      |                     |    |                             |                                          |
| 16.12.2021           |                     | 83 | '                           | Teg Ydaer!                               |
|                      |                     |    |                             |                                          |
| 23.12.2022           |                     | 84 | '                           | Og Htrof Dna Reuqnoc!                    |
|                      |                     |    |                             |                                          |
| 30.12.2021           |                     | 85 | '                           | Kaerb Ym Traeh!                          |
|                      |                     |    |                             |                                          |
| 31.03.2022           |                     | 86 | '                           | Nautical Twilight                        |
|                      |                     |    |                             |                                          |
| 31.03.2022           |                     | 87 | '                           | Ebb Tide                                 |
|                      |                     |    |                             |                                          |
| 31.03.2022           |                     | 88 | '                           | Emergency Dive                           |
|                      |                     |    |                             |                                          |
| 07.04.2022           |                     | 89 | '                           | Leviathan Wakes                          |
|                      |                     |    |                             |                                          |
| 14.04.2022           |                     | 90 | '                           | Beyond the Grip of the Gods!             |
|                      |                     |    |                             |                                          |
| 21.04.2022           |                     | 91 | '                           | Encounter Upon the Razor's Edge!         |
|                      |                     |    |                             |                                          |
| 28.04.2022           |                     | 92 | '                           | Forbidden Secrets of Civilizations Past! |
|                      |                     |    |                             |                                          |
| 05.05.2022           |                     | 93 | '                           | Odyssey of Death!                        |
|                      |                     |    |                             |                                          |
| 12.05.2022           |                     | 94 | '                           | Rescue and Search                        |
|                      |                     |    |                             |                                          |
| 19.05.2022           |                     | 95 | '                           | Ego and Superego                         |
|                      |                     |    |                             |                                          |
| 26.05.2022           |                     | 96 | '                           | Zenith and Abiss                         |
|                      |                     |    |                             |                                          |
| 02.06.2022           |                     | 97 | '                           | Over and Out                             |
|                      |                     |    |                             |                                          |
| 09.06.2022           |                     | 98 | '                           | Death and Rebirth                        |